# Eretmopteryx
Eretmopteryx és un gènere d'arnes de la família Crambidae. Conté només una espècie, Eretmopteryx flabelligera, que es troba a Madagascar.